# アポロンとマルシュアスのいる風景
『アポロンとマルシュアスのいる風景』（アポロンとマルシュアスのいるふうけい、露: Пейзаж с Аполлоном и Марсием、英: Landscape with Apollo and Marsyas）は、17世紀フランスの巨匠クロード・ロランが1639年ごろ、キャンバス上に油彩で制作した風景画である。絵画は、クロードが贋作を防ぐために自身の絵画を素描で記録した『真実の書』に第45番の素描として記載され、「プロシェ (Perochet) 氏のために制作された」と記されている。クロードは、この美術収集家のギヨーム (Guillaume)・プロシェ氏のために1637-1639年の間に4点の絵画を制作した。1775年以降、本作はクロザ (Crozat)・コレクションに含まれていたが、エカチェリーナ2世によりコレクションがすべて購入された際にサンクトペテルブルクのエルミタージュ美術館に収蔵された。1924年に現在の所蔵先であるモスクワのプーシキン美術館に移されて以降、同美術館に所蔵されている。

## 作品
1630年代に、クロードは後のヨーロッパの風景画のひとつの規範となる「理想的風景画」の様式を確立した。本作は、その様式にさらに「神話」という新しい要素を持ち込んだ最初期の1作とされる。前景の森から川を通じて湖、山、空へと続く遠近法を持つ構図の中にギリシア神話の場面が描かれている。この絵画の出典はオウィディウスの『変身物語』(15巻703-708) である。
散歩中にサテュロスの1人であるマルシュアスは、女神アテナが捨てた笛を拾った。持ち前の器用さから、マルシュアスは笛の吹き方を会得し、いつしか自分こそが世界一の音楽家であり、アポロンの竪琴より素晴らしいと吹聴するまでになった。それを聞いたアポロンは怒り、オリュンポスの神々の立ち合いのもと音楽比べを行う。アポロンは難なくマルシュアスを打ち負かし、罰としてマルシュアスを松の木にぶらさげると、生きたまま彼の全身の皮を剥いだ。

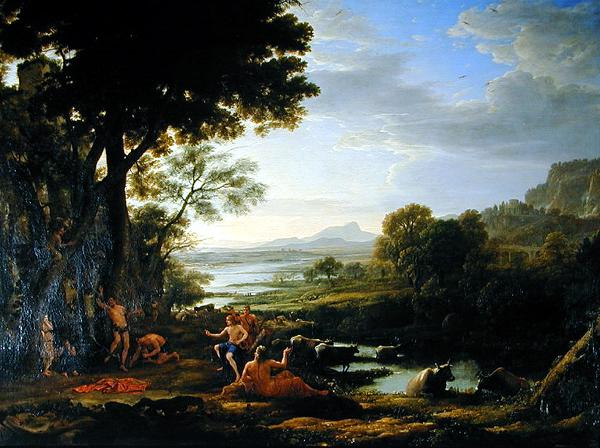
クロード・ロラン『マルシュアスの皮を剥ぐアポロンのいる風景』(1645年)、ホウカム・ホール、ノーフォーク

本作に描かれているのは、画面下部右端のマルシュアスが生きながらに皮を剥がされている光景である。そこから左のやや離れた位置から、岩に腰かけたアポロンが様子を見届けている。彼の頭に勝利の象徴である月桂冠を載せようとする従者、マルスの左横で皮を剥ぐためのナイフを研ぐ者、遠くの木陰からその様子を見守る別のサテュロスとその家族、状況には無関心で羊を連れて歩く2人の女性なども見える。
クロードの壮大な風景画の中に小さく描きこまれる神話や聖書の物語は、彼にとっての理想郷的世界の創出において重要な要素であった。風景画を描く際に画家が発揮した想像力は、自然そのものとともに古今の文学をその拠り所としていたのである。
なお、『真実の書』には、1645年制作の本作のヴァリアントが示されているが、左右が逆になっているその作品は現在、イギリスのノーフォークにあるホウカム・ホールに所蔵されている。